# دار الحجر

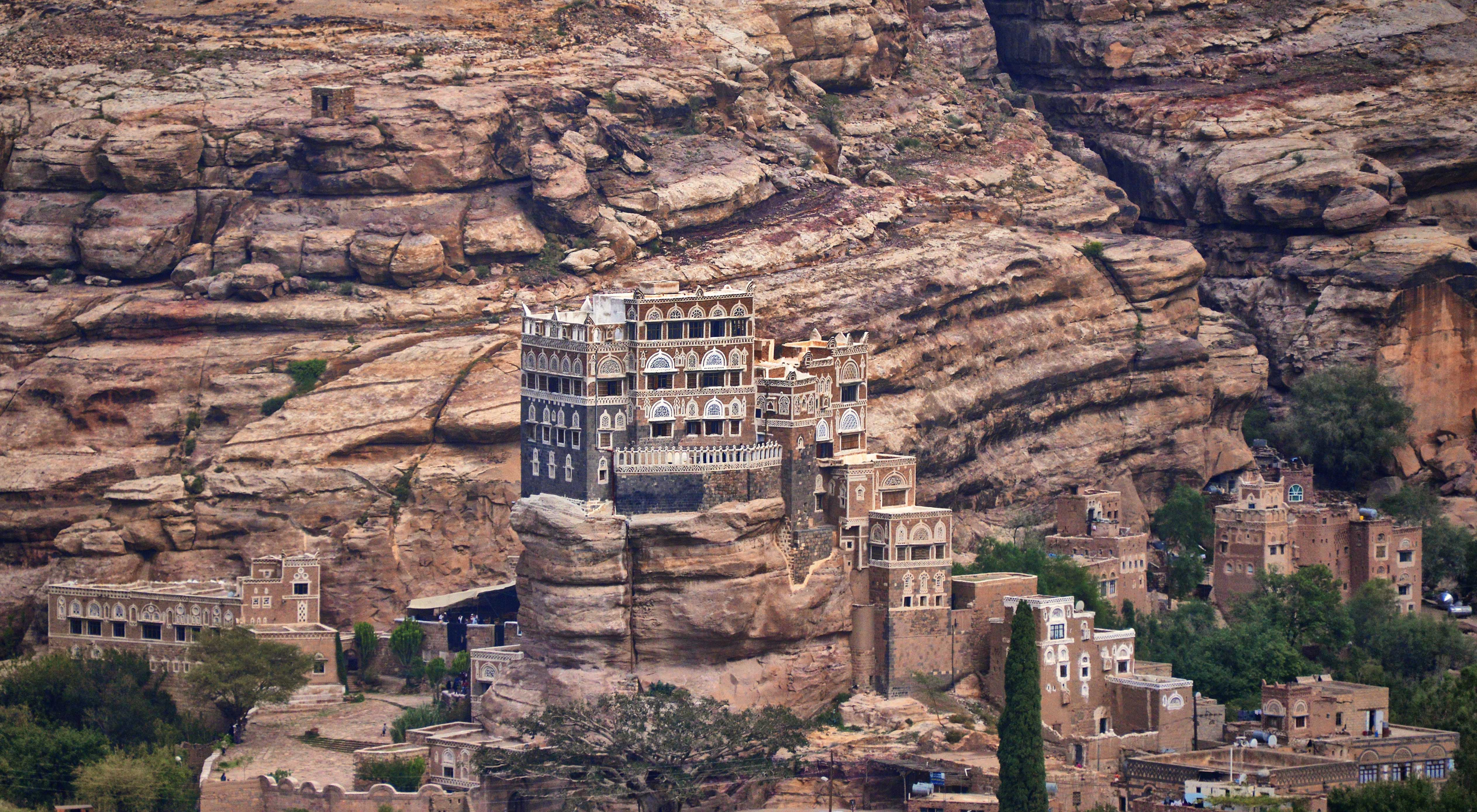
دار الحجر بوادي ظهر.

دار الحجر أحد المباني التاريخية في اليمن ويقع في صنعاء - وادي ظهر وقد بني خلال القرن الثامن عشر الميلادي على يد علي بن صالح العماري وسمي بهذه التسمية نسبة إلى الصخرة الغرانيتية التي شيد عليها هذا الدار.

## تاريخ.

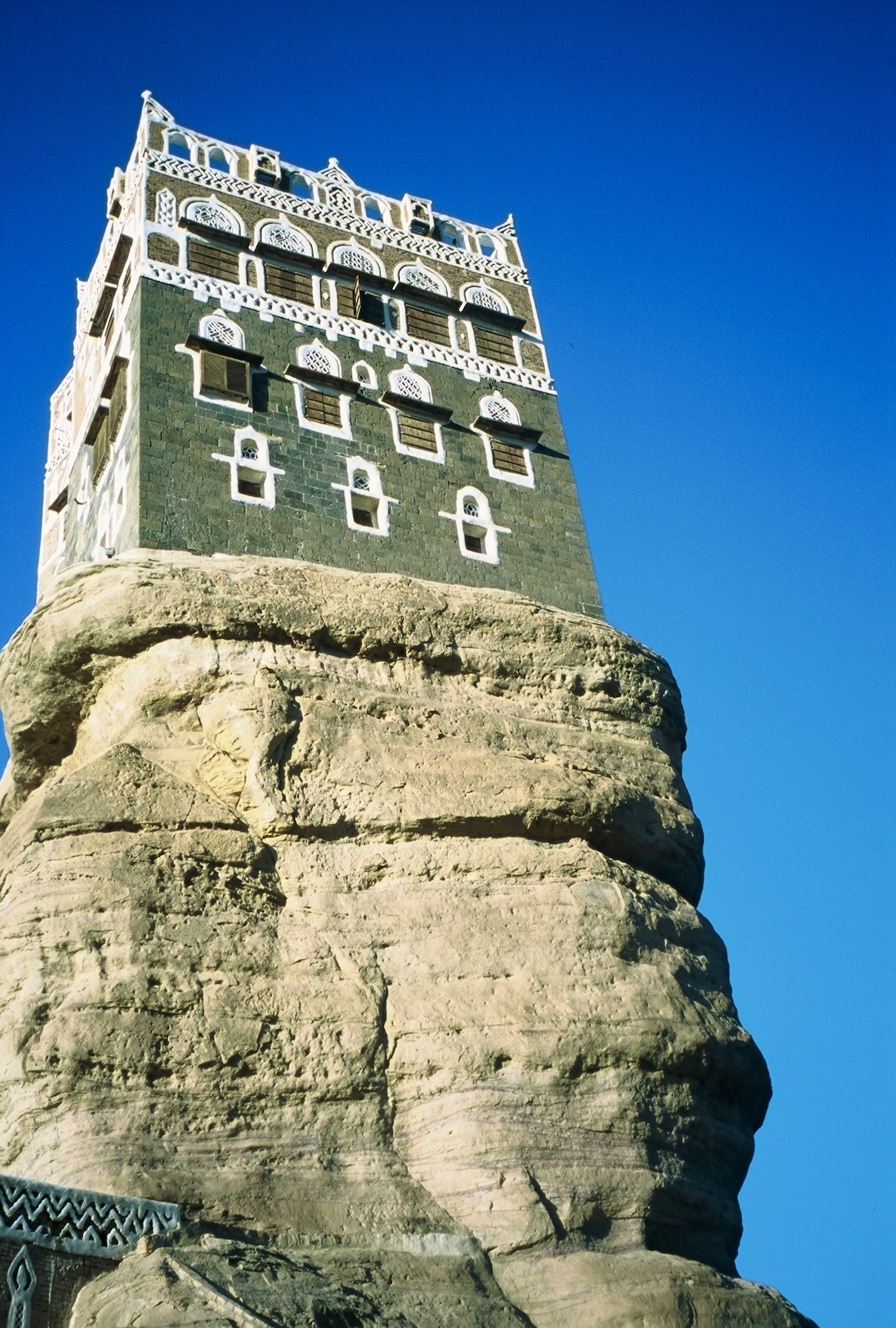
قصر الإمام يحيى حميد الدين

يعود تاريخ بناء القصر إلى أواخر القرن الثامن عشر الميلادي حين أمر ملك اليمن الإمام المنصور علي بن العباس وزيره علي بن صالح العماري (1736-1798) والذي اشتهر بالهندسة المعمارية والفلك، والشعر والأدب - أمره ببناء قصر في وادي ظهر ليكون قصراً صيفياً له. ويروي المؤرخون أنه بني على أنقاض قصر سبئي قديم كان يعرف بحصن ذي سيدان الذي بناه الحميريون عام 3000 ق.م، ودمر الحصن على يد الأتراك قبل أربعمائة عام، وأُعيد ترميمه في بداية القرن العشرين على يد الإمام يحيى حميد الدين بعد أن توارثه عدد من الملوك اليمنيين. ويعد حالياً معلماً سياحياً يقصده الآلاف من أنحاء العالم. كان البناء على طريقته الأولية لسنوات، حتى قام الإمام يحيى بن حميد الدين بإضافة الطابق الأعلى (المفرج).<
تتفاوت الروايات المرتبطة ببداية التأسيس والبنيان لدار الحجر وتشير بعض الحكايات أن الدار كان قد تعرض للهدم عشرات المرات إلا أنه كان يتم إعادة بنائه مرة أخرى.
يقال أن الأتراك في الغزو الأول لليمن فضلوا أن يسكنوا في هذا الدار لفنه المعماري المتفرد به عن غيره والوادي الذي يشكل مع بقية المواقع والمناظر المحاطة به كحديقة وبستان لسكان وزوار هذا القصر التاريخي نتيجة لما تمتاز به هذه الأماكن الجميلة من الخضرة المستديمة بحيث اشتهر الوادي بزراعة العنب والفرسك (الخوخ)والسفرجل بالإضافة إلى أشجار الدوم العملاقة والتي بدأت تتلاشى نتيجة التوسع في زراعة القات. كذلك يقال أن البلاد في فترة حكم الأتراك شهدت أمطار غزيرة أدت إلى تهدم الدار ولم يبق له أي أثر، بعد ذلك أتى إلى المنطقة الإمام عبد الله المنصور الذي أعاد بناء الثلاثة الأدوار بحجر حبش أسود وهو الموجود حالياً، ومن ثم سكن فيه وبعد موت الإمام عبد الله المنصور الإمام الناصر ويقال أنه في عهده قامت بعض الحروب والخلافات بينه وبين أهل همدان والذين قاموا بقتله وهو نائم على فراشه وأخذوه ودفنوه هو والحراسة التي كانت معه في منطقة تقع جنوب وادي ظهر ويقول أبناء المنطقة أن قبره موجود إلى الآن ومعروف لدى الجميع.
بعد موت الإمام الناصر كان الأئمة يتخوفون من سكن هذا الدار حتى أن الإمام يحيى بنى بعض القصور الأخرى في الوادي ولكن سرعان ما غير رأيه بعد فترة وقام بترميم دار الحجر وبناء بعض الأدوار الإضافية من مادة الياجور وقام بإضافة بعض المرافق الأخرى مثل المفرج الذي كان يستقبل فيه الناس. كما قام الإمام ببناء جامع مجاور للدار وكتب على بابه «بناه لله المتوكل على الله» وهو موجود إلى الآن.

## الطراز المعماري[3]
يتكون القصر من سبعة أدوار متناسقة بتصميمها مع التكوين الطبيعي للصخرة (أساس البنيان) وعند بوابته توجد شجرة (الطالوقة) المعمرة التي يقدر عمرها ب 700 عام.
والدخول إلى الدار عبر ممر واسع مرصوف بأحجار ضخمة توصل إلى استراحة، ويقع المفرج على الجهة الشمالية ويطل على حوض مائي دائري مبني من حجر الحبش الأسود.

## صور

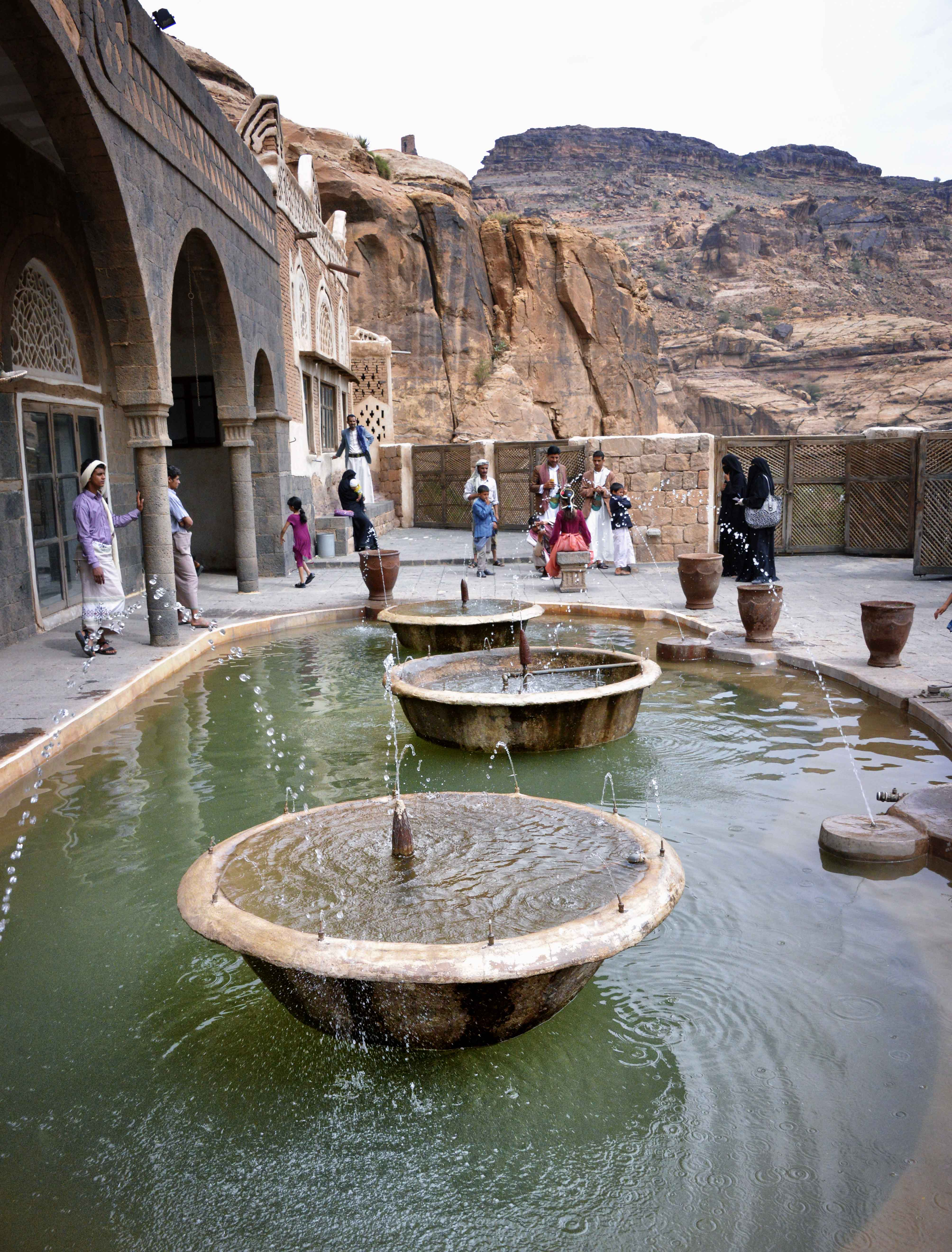
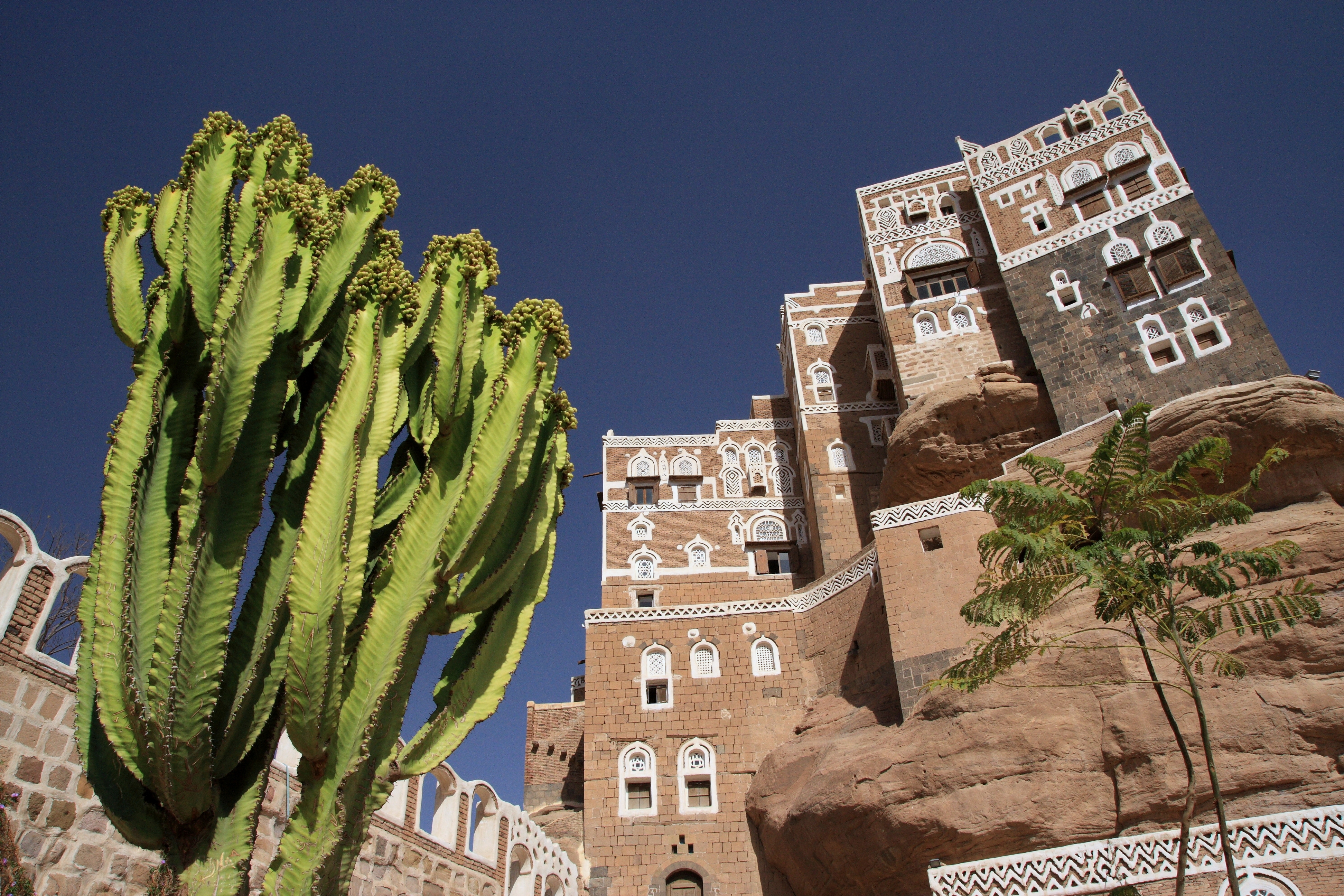
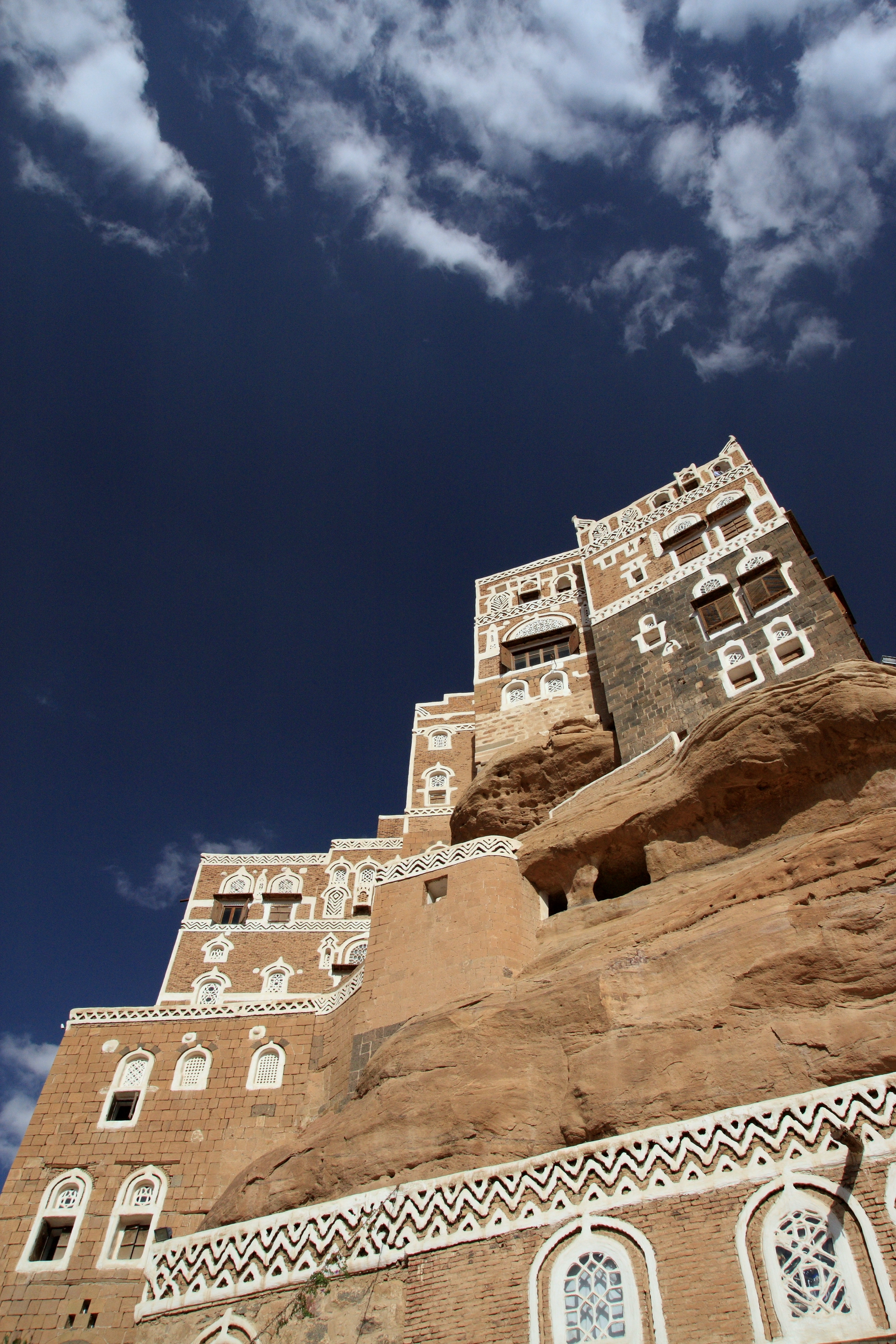
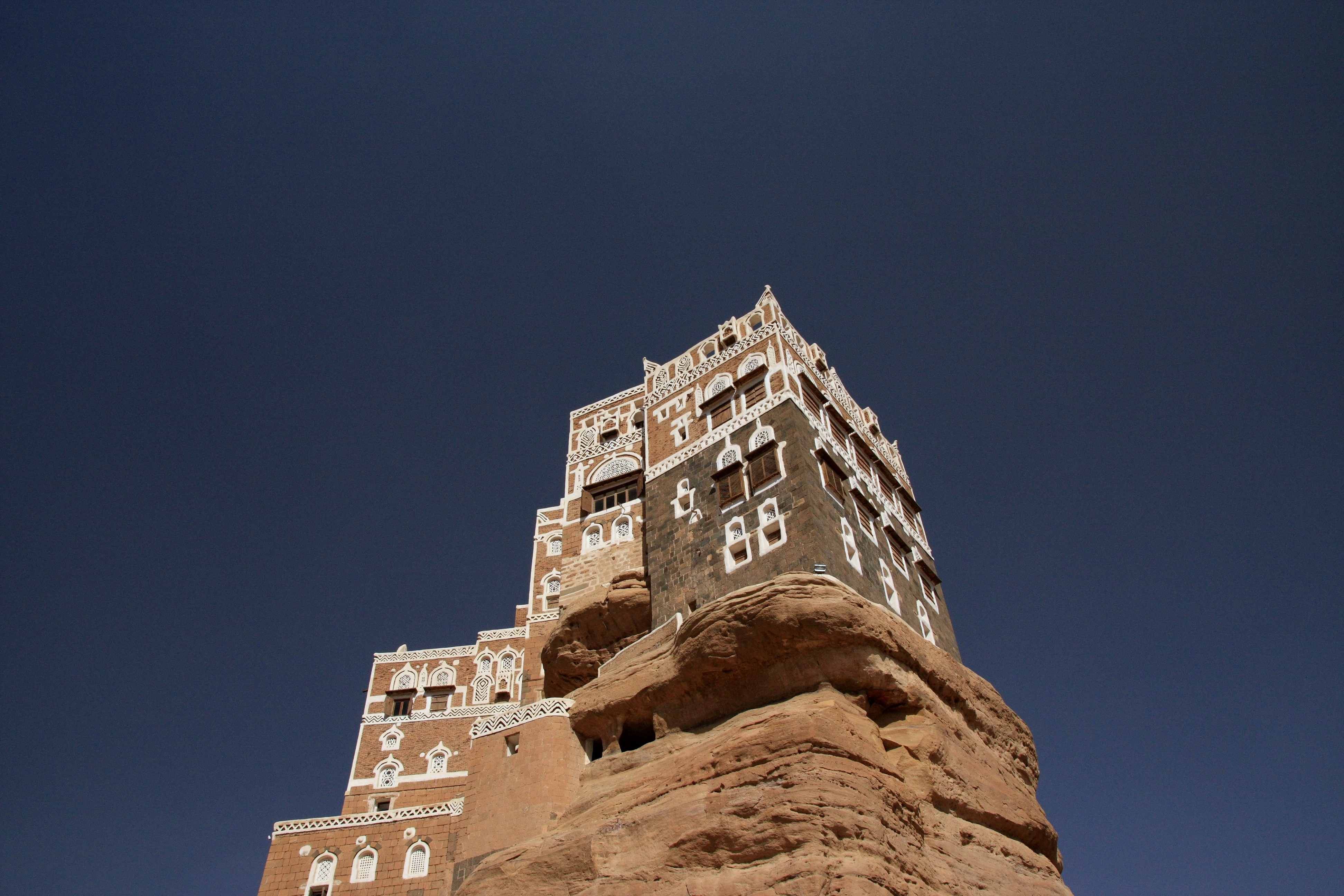
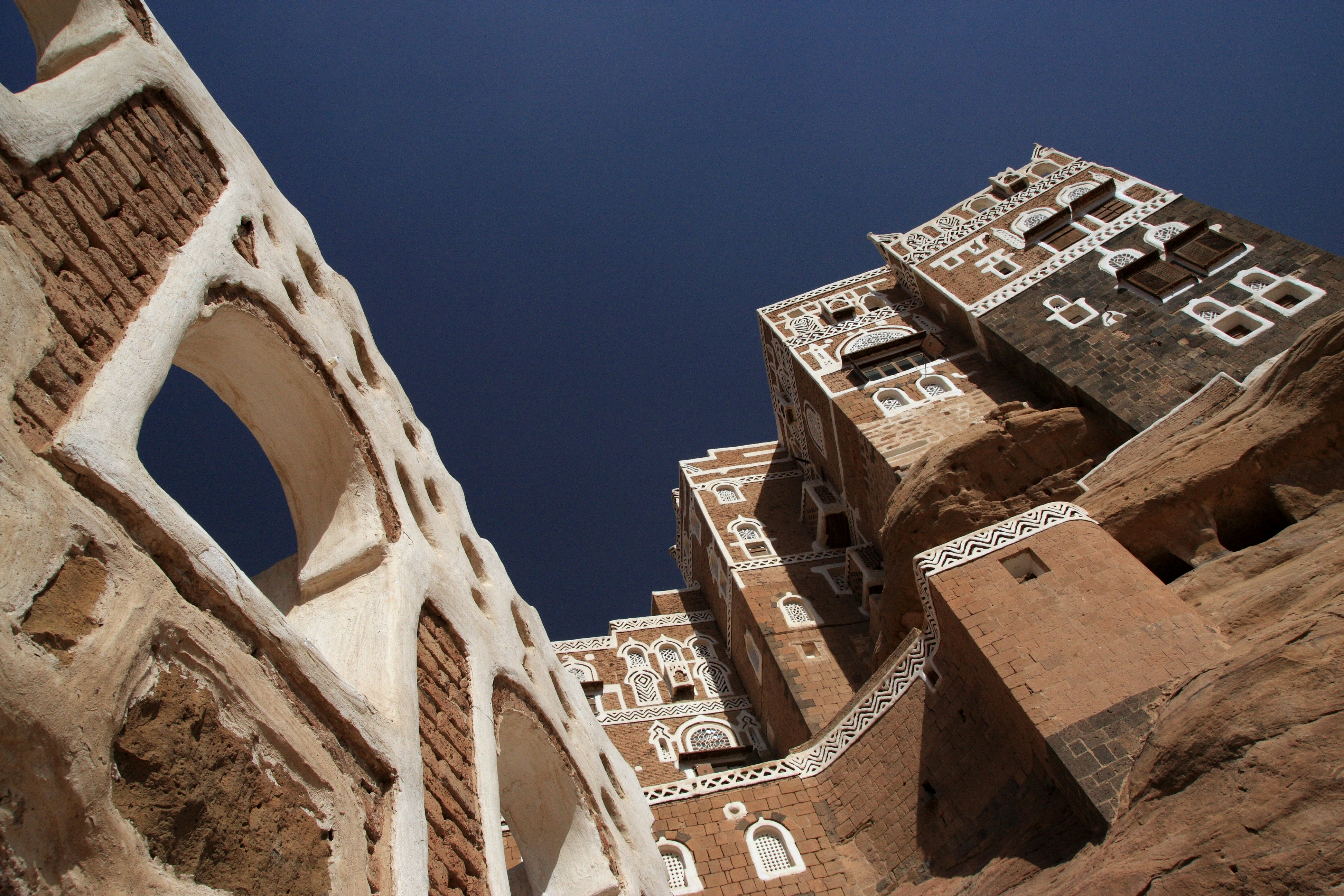
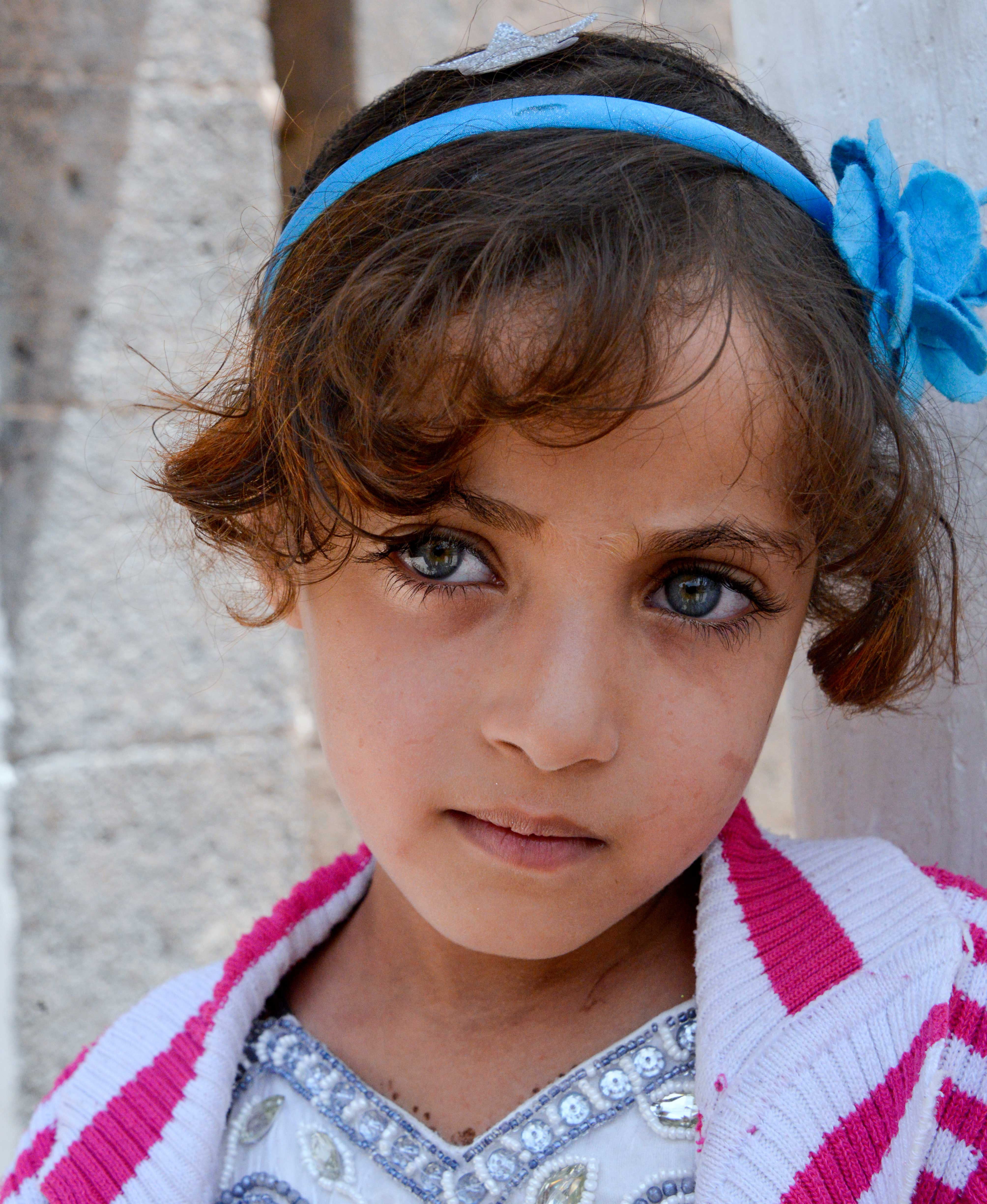